# Kościół św. Bartłomieja Apostoła w Strzyżowicach
Kościół św. Bartłomieja Apostoła w Strzyżowicach – rzymskokatolicki kościół parafialny znajdujący się we wsi Strzyżowice w powiecie opatowskim (województwo świętokrzyskie). Funkcjonuje przy nim parafia św. Bartłomieja Apostoła.

## Historia

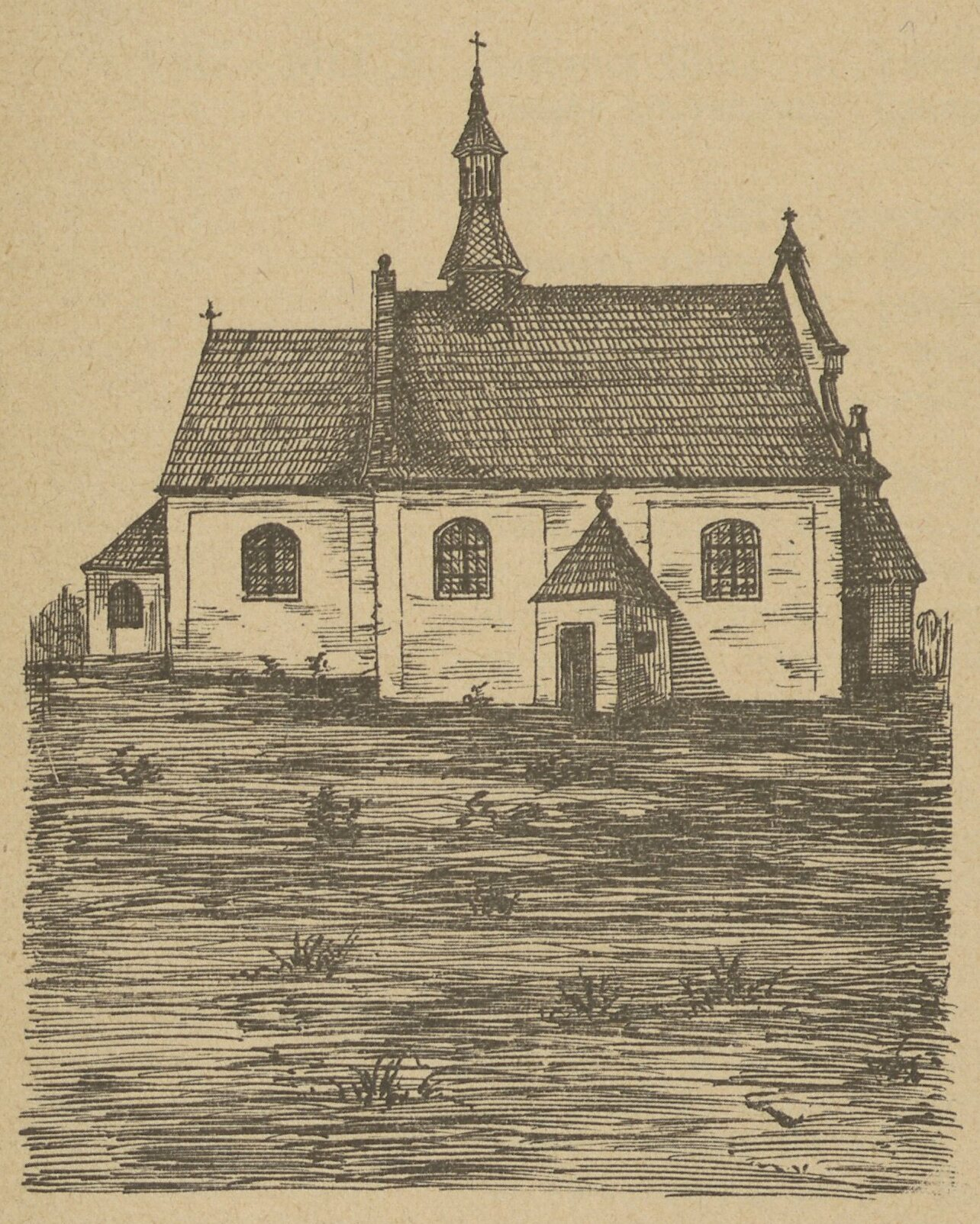
Kościół w 1907

Parafię we wsi założono przed 1326 i w tym okresie stała w Strzyżowicach świątynia drewniana pod obecnym wezwaniem, która przetrwała do 1679, kiedy to ją rozebrano. W 1682 powstał z fundacji księdza Jacka Marka Struckiego kolejny drewniany kościół, konsekrowany 7 października 1742 przez biskupa Michała Ignacego Kunickiego. W końcu XVIII wieku pozostawał on już w ruinie.
W 1783 oddano do użytku wiernych obecny kościół murowany. Został on wzniesiony z funduszy Felicjanny z Jarnuszewiczów Reklewskiej, podstoliny sandomierskiej. Pracami budowlanymi kierował ksiądz Józef Grot-Nowomiejski. Z uwagi na przedwczesną śmierć fundatorki sklepienie nie zostało w pełni ukończone i jest pułapowe. Obiekt poświęcił biskup Józef Michał Juszyński w 1864.
Podczas działań II wojny światowej (1944) świątynia uległa zniszczeniu, a odbudowano ją staraniem księdza Bolesława Kasińskiego w latach 1946-1954. Prace konserwatorskie, w tym osuszanie, renowację ołtarzy i organów, przeprowadzono po 1994. Potem wymieniono jeszcze pokrycie dachowe (blacha miedziana) i kościół ponownie otynkowano.

## Architektura
Jednonawowy kościół jest murowany i otynkowany. Prezbiterium jest węższe od nawy i ma przybudowaną zakrystię. Od południa i wschodu do nawy przylegają kruchty. Nawę, wraz z prezbiterium i wschodnią kruchtą przykrywa dach dwuspadowy, na którym osadzono sygnaturkę. Fasadę główną zwieńcza trójkątny szczyt i przyczółek wsparty na pilastrach. 
Wnętrze zdobi polichromia wykonana w 1974. Na wystrój składają się przede wszystkim trzy barokowe (lub rokokowe), złocone ołtarze (Matki Boskiej Bolesnej, św. Bartłomieja i św. Barbary) z częściowo zachowanymi z poprzedniego kościoła obrazami. Dochowała się do obecnych czasów również tablica erekcyjna z portretem fundatorki, Felicjanny z Jarnuszewiczów Reklewskiej. W ołtarzu głównym wisi łaskami słynący obraz Matki Bożej Bolesnej.

## Galeria

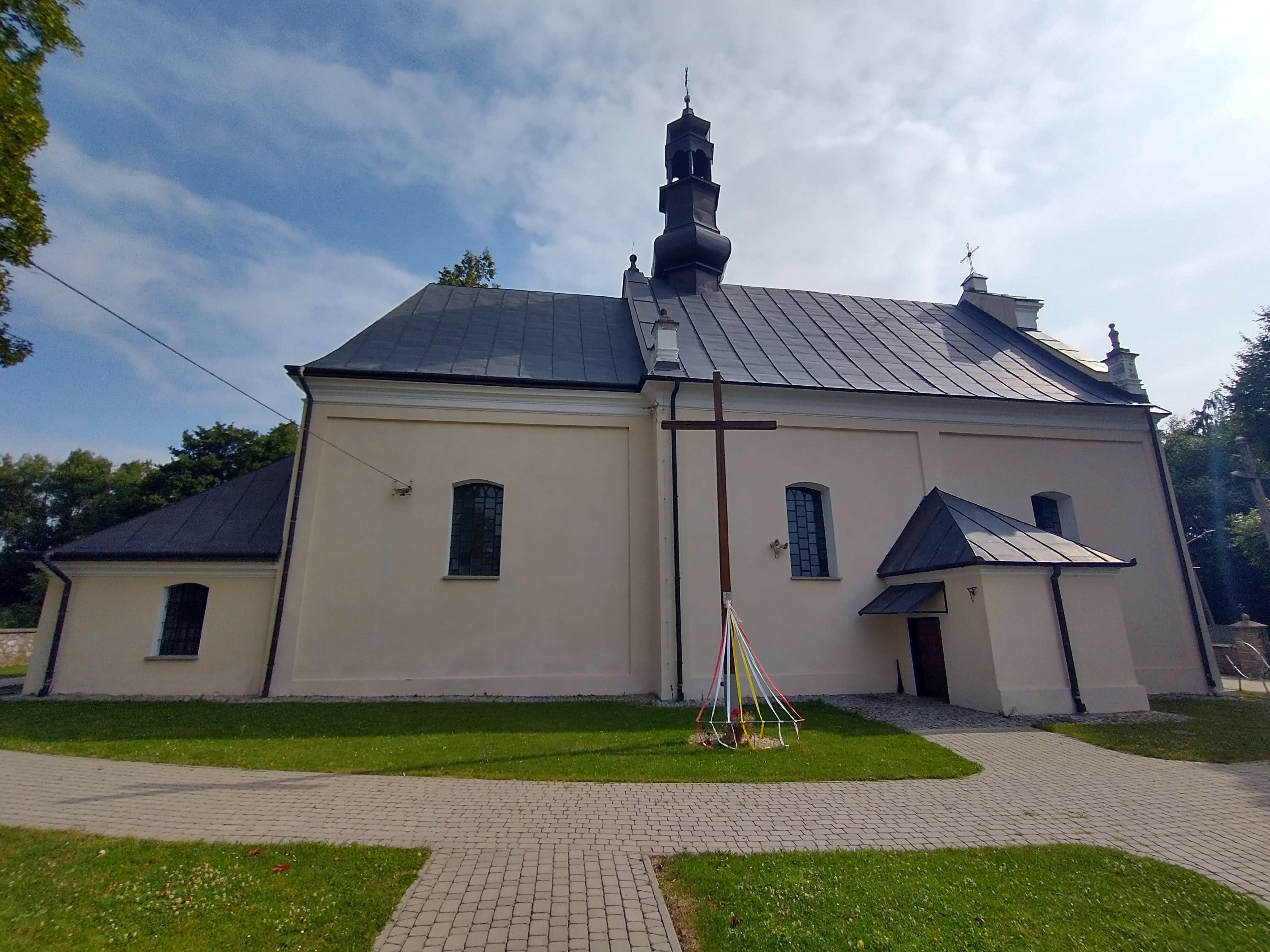
Elewacja boczna
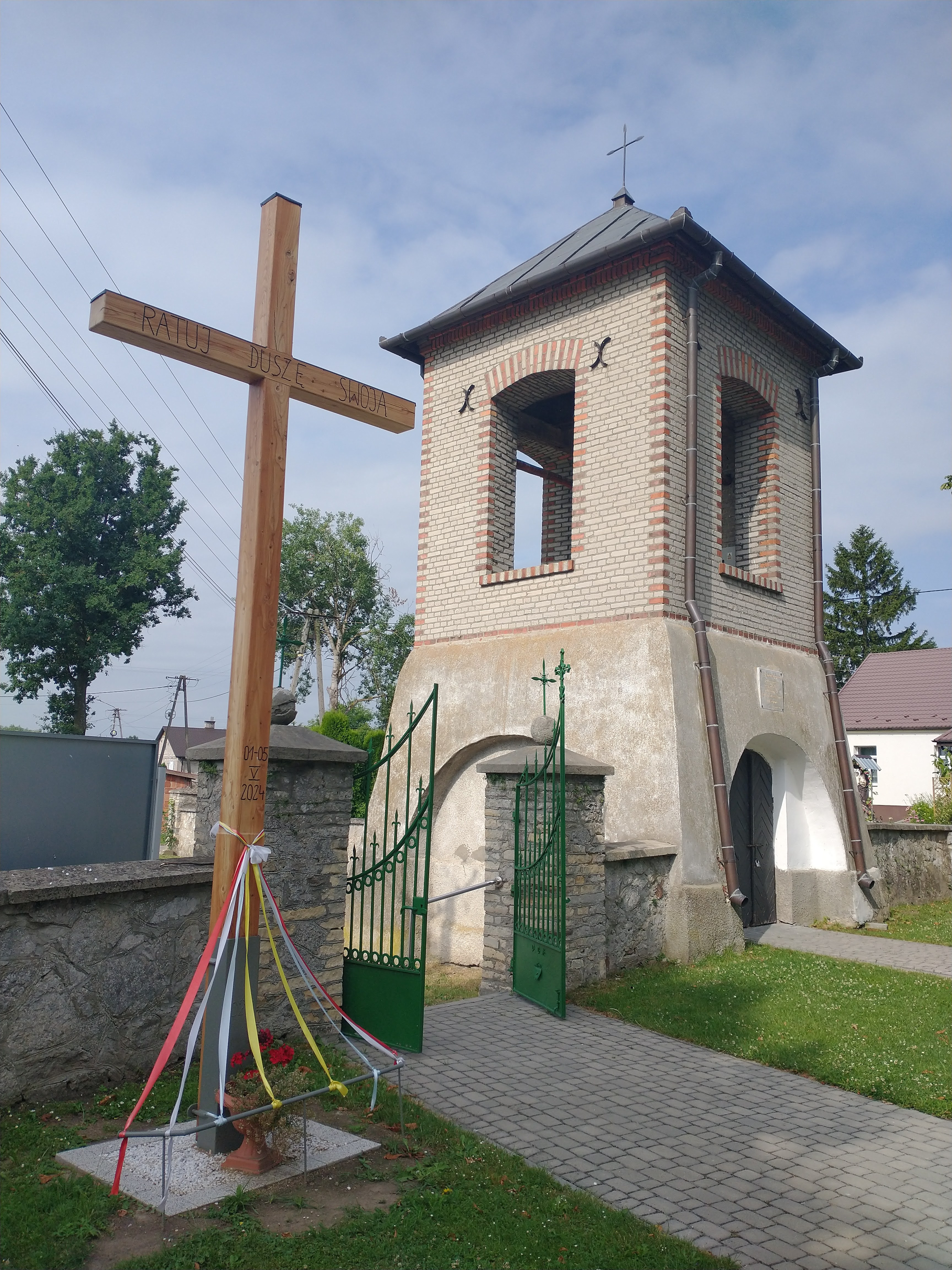
Dzwonnica
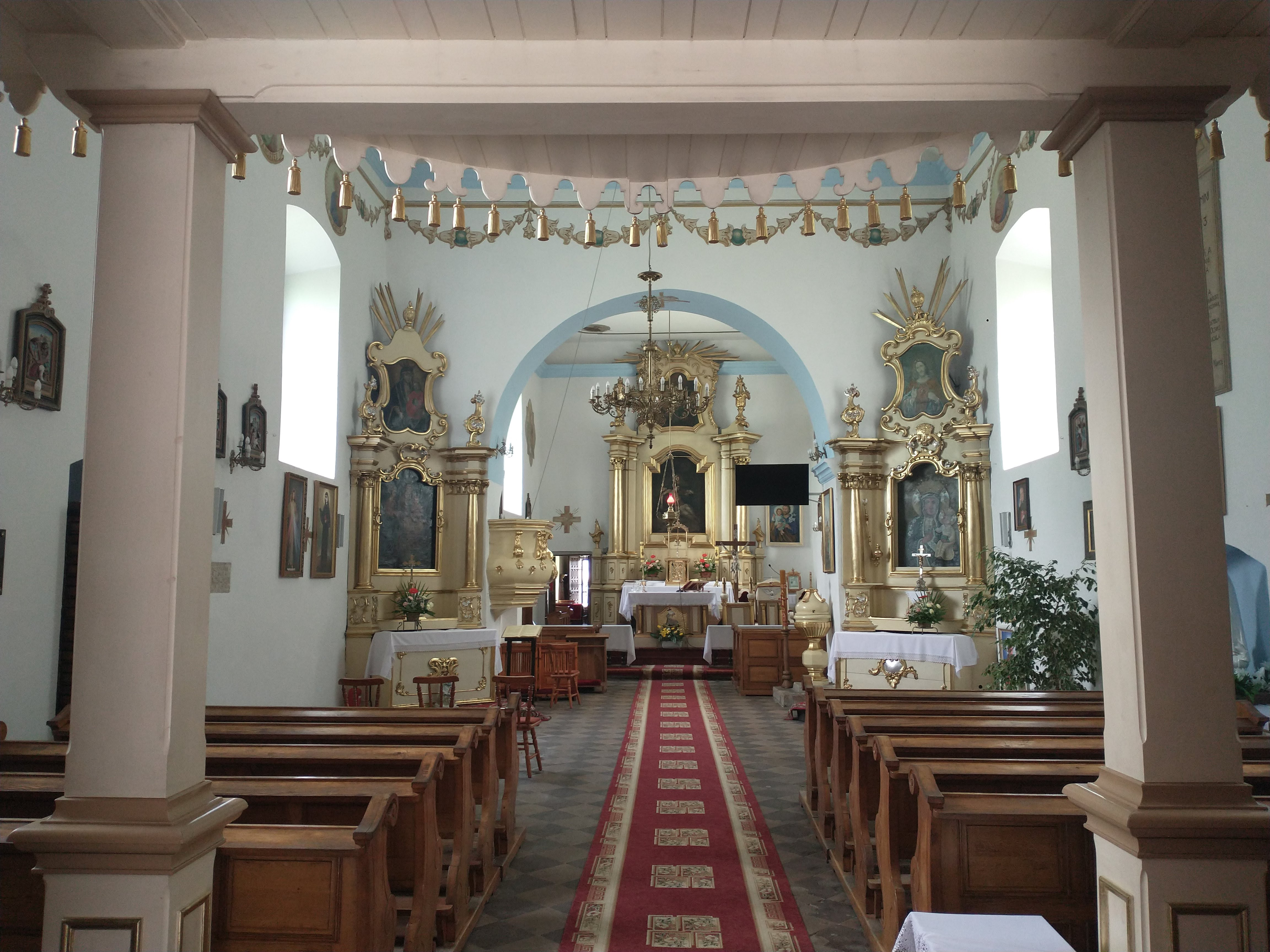
Wnętrze